# Juan García Garay
Juan García Garay (Bernedo, siglo XVI - ¿?, siglo XVII; fl. 1588-1602) fue un compositor y maestro de capilla español.

## Vida
Se desconoce el origen o la formación de Juan García Garay, con la excepción de que nació en Bernedo, actualmente una localidad de la provincia de Álava.
Las primeras noticias suyas son de su llegada a la Catedral de Santo Domingo de la Calzada el 3 de junio de 1588, fecha en la que fue recibido como maestro de capilla con un salario de 30000 maravedíes. Solo permaneció en el cargo durante tres años. En 1591 ya se presentaba a las oposiciones al magisterio de la Catedral de León, que ganaría Alonso de Tejeda.
Tras el fallecimiento del maestro Juan Martínez de Muro el 12 de mayo de 1591, el magisterio de la capilla de la Catedral de Cuenca quedaba vacante. Se presentaron a las oposiciones, aparte de García Garay, el maestro Herrera de la Capilla Real de Granada y el Juan Gómez de Peralta, maestro de capilla de la Colegiata de Logroño. García Garay fue elegido el 7 de septiembre de 1591 para el cargo. De nuevo, solo permaneció tres años.
El 10 de abril de 1595 García Garay era elegido maestro de capilla de la Catedral de Sigüenza, que había quedado vacante tras la partida de Cristóbal Téllez. El 27 de noviembre de 1597 el cabildo de la Catedral de Granada le pagaba 200 reales «atento a que ha estado y servido aquí muchos días por mandado de la capilla» y «por ayuda de costa de su camino tan largo con condición que, si quedase con la prebenda que pretende de maestro de capilla, sean a su cuenta». García Garay no tardó un año en presentarse sin éxito a las oposiciones realizaron en 1598 para el magisterio de la Capilla Real de Granada.
Permaneció en el magisterio de Sigüenza hasta 1602, momento en el que se pierde el rastro.

## Obra
No se conservan obas de Juan García Garay.